# Franz Xaver Freninger
Franz Xaver Freninger (* 23. Mai 1824 in München; † 9. Dezember 1893 ebenda) war ein deutscher Kopist im Königreich Bayern.

## Eltern
Franz Xaver Joseph Freninger war ein außereheliches Kind des Salinenschlossers Joseph Freninger (* 20. Januar 1792 in Hall in Tirol; † 18. November 1836) und der Agathe Geiger aus Peiting. Sein Vater wurde im Februar 1825 als außerordentlicher Kanzleiaktuar mit 24  Gulden Monatsgehalt im Staatsministerium der Armen eingestellt. 1837 kam er als  Aktuar an das  Bayerische Kriegsministerium. Seinen außerehelichen Sohn anerkannte er am 15. Dezember 1837 amtlich als ehelich. Freningers Stiefmutter war Josepha Freninger geb. Neßner (* 2. Juni 1798 in München; † 25. März 1879 in München).

## Leben
Franz Xaver Freninger besuchte die Kgl. Lateinschule München. Nach dem Abitur immatrikulierte er sich zum Wintersemester 1846/47 an der Ludwig-Maximilians-Universität München für das Biennium. Damit war er Zeitzeuge der  1848er Ereignisse. Bis 1851 studierte er Philologie. Zwischen 1876 und 1887 hatte er 16 Wohnsitze.  
Als „ehem. Archivcopist“ (1865)  verzeichnete er die Immatrikulationen an der Universität Ingolstadt, der Universität Landshut und der 1826 nach München verlegten Ludwig-Maximilians-Universität. Die 1872 erschienenen Matrikel sind eine bedeutende Quelle zur bayerischen Universitätsgeschichte. Er verzeichnete auch die Absolventen der Königlichen Studienanstalten in Augsburg, Freising und Neuburg an der Donau (1810–1864).

## Werke

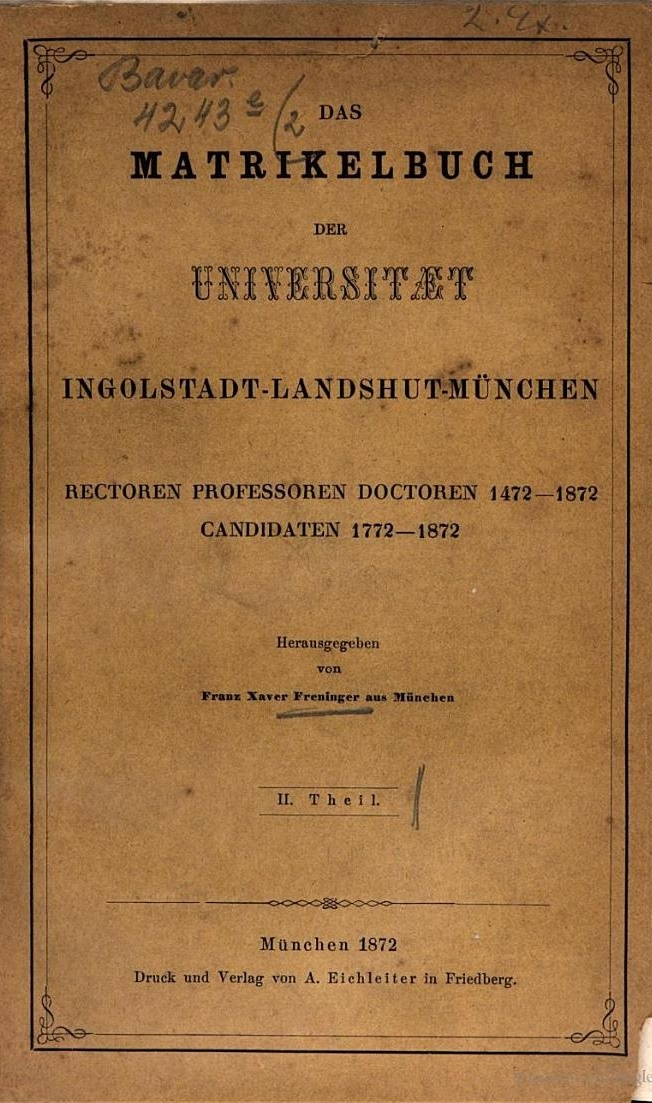
Matrikelbuch Ingolstadt–Landshut–München (1872)

- Die Matrikeln oder Verzeichnisse sämmtlicher Studirenden, welche das Vereinigte Gymnasium zu St. Anna, die Protestantische Studien-Anstalt zu St. Anna und die Katholische Studien-Anstalt zu St. Stephan zu Augsburg in den Jahren 1808 bis 1862 absolvirt haben. Nebst einem Curiosum: das Verzeichniß der Studiengenossen (Mitschüler) des Prinzen Charles Louis Napoleon, jetzigen Kaisers der Franzosen Napoleon III., enthaltend. Augsburg 1862. GoogleBooks
- Matrikeln oder Verzeichniss sämmtlicher Studirenden, welche die Studienanstalt zu Freising in den Jahren 1835 bis 1864 absolvirt haben. Freising 1865. GoogleBooks
- Die Kammern des Landtages des Königreichs Bayern. Matrikel oder Verzeichniß der Direktorien und Mitglieder der beiden Hohen Kammern von 1819 bis 1870. München 1870. GoogleBooks
- Das Matrikelbuch der Universität Ingolstadt–Landshut–München: Rectoren, Professoren, Doctoren 1472–1872; Candidaten 1772–1872. Friedberg (Bayern) 1872. GoogleBooks, Digitalisat
- General-Repertorium über sämtliche an der Ludwig-Maximilians-Universität zu Landshut von 1800 bis 1826 immatrikulierte Studirende. 1861. Neudruck Nabu Press 2011, ISBN 978-1272112806. GoogleBooks
- Die Matrikeln oder Verzeichnisse sämmtlicher Studierenden, welche das alte (jetzt Wilhelms-) Gymnasium, das neue (jetzt Ludwigs-) Gymnasium und das Maximilians-Gymnasium zu München in den Jahren 1808 bis 1862 absolviert haben. München 1883. GoogleBooks
- Die Sage vom Verschwinden der Leiche Dr. Martin Luthers zu Ende des Schmalkalder Krieges, aufs Neue an das Licht gezogen und erörtert von einem Geschichtsfreunde. München 1883.
- Geschichtliche Bilder aus Münchens Vergangenheit. Georg Morgenstern 1889. GoogleBooks
- Führer durch die beiden Abteilungen des Südlichen Friedhofs in München. Die Verstorbenen vom Jahre 1885 bis 1891. Verlag des Literarischen Instituts, München 1892.
- Der Schäfflertanz zu München im Jahre 1893. E. Mehrlich 1893. GoogleBooks